# Буданешти (Мехединци)
Буданешти (рум. Budănești) насеље је у Румунији у округу Мехединци у општини Иловат. Oпштина се налази на надморској висини од 288 m.

## Становништво
Према подацима из 2002. године у насељу је живело 183 становника, од којих су сви румунске националности.